# إيليا سليمان
إيليا سليمان (ولد 28 يوليو 1960، الناصرة) هو مخرج أفلام وممثل سينمائي فلسطيني. أشهر أعماله فيلم يد إلهية (2002) الذي فاز بجائزة لجنة التحكيم بمهرجان كان عام 2002. يقارن البعض أعماله بأعمال جاك تاتي وباستر كيتون.

## سيرته
ولد إيليا سليمان في الناصرة عام 1960. في جيل 17 عاما اعتقلته قوات الأمن الإسرائيلية بينما كان في تل أبيب وطلب منه الاعتراف بعضويته في منظمة التحرير الفلسطينية، رفض إيليا ذلك وبعد هذه الحادثة بمدة قصيرة هاجر إلى لندن ومن ثم إلى فرنسا حيث أقام عاما عاد بعده إلى فلسطين المحتلة. بعد أن أقام في الناصرة لعدة سنوات أبدى فيها اهتماما في السينما هاجر ثانية إلى نيو يورك عام 1982 حيث أقام لمدة 12 عاما.

## أعماله المبكرة
عام 1990 أخرج فيلمه الأول مقدمة لنهاية جدال الذي حصل على جائزة أفضل فيلم تجريبي في مهرجان أطلنطا السينمائي بنفس العام.
عام 1991 أخرج فيلم تكريم بالقتل الذي ينتقد فيه حرب الخليج الثانية وحصل الفيلم على العديد من الجوائز

## عمله بالتعليم
عام 1994 انتقل للعيش في القدس حيث علم في جامعة بيرزيت. وقد تم تعيينه لتأسيس قسم الأفلام والميديا في الجامعة بتمويل من المفوضية الأوروبية. كما أنه كان محاضراً زائراً في جامعات مختلفة في العالم.

## أفلامه الروائية الطويلة
عام 1996: سجل اختفاء - أول أفلامه الروائية، والذي حصل على الجائزة الأولى بمهرجان فينيسيا للأفلام.
عام 2002: يد إلهية - الذي حاز على جائزة لجنة التحكيم في مهرجان كان وأفضل فيلم أجنبي في جوائز الأفلام الأوروبية في روما.
عام 2009: الزمن الباقي
عام 2019: إن شئت كما في السماء - الذي عرض في مهرجان كان وحاز على جائزة الاتحاد الدولي للنقاد السينمائيين بالإضافة إلى تنويه خاص من لجنة التحكيم.